# Legal Business?
Albums de Mac Mall
MACnifacence and MALLiciousness
(2014)
Legal Business? est le dixième album studio de Mac Mall, sorti le 21 avril 2015.

## Liste des titres
| No  | Titre                                                         | Durée |
| --- | ------------------------------------------------------------- | ----- |
| 1.  | Intro                                                         | 0:59  |
| 2.  | Macn da Mos                                                   | 3:33  |
| 3.  | Steezin' on 'Em (featuring Ray Luv)                           | 3:02  |
| 4.  | Have Mercy on 'Em (featuring 4rAx, E-Dubb et Ras Kass)        | 4:17  |
| 5.  | Plata o Plomo (featuring Ray Luv et Black C)                  | 3:43  |
| 6.  | Ride or Die (featuring Vital et Baby Bash)                    | 3:22  |
| 7.  | Wired Up (featuring F.L.I.P et Nick James)                    | 2:39  |
| 8.  | G.S.A. (featuring Jay R the People Minister of Information)   | 1:11  |
| 9.  | Oscar Grants Gun (featuring Chippass et Nht Boyz)             | 3:31  |
| 10. | Get It Together (featuring E-40)                              | 3:57  |
| 11. | Whole Nother Level (featuring Ray Luv et Vital)               | 3:56  |
| 12. | Keep It Real (featuring Goldie, The Federation et Willie Joe) | 3:25  |
| 13. | Cutthoat (featuring Nickatine Da King et Nht Boyz)            | 4:42  |
| 14. | Money/Head (featuring Andre Nickatina)                        | 3:30  |
| 15. | Low (featuring Willie Joe)                                    | 2:29  |
| 16. | Bad Bitches (featuring Paige Raymond)                         | 2:46  |
| 17. | Callin' (featuring Willie Joe et Dave Steezy)                 | 4:01  |
| 18. | Killuminati (featuring M1)                                    | 4:01  |